# Ernesto (film 2020)
Ernesto è un film del 2020 diretto da Giacomo Raffaelli e Alice de Luca.
È stato presentato online in anteprima al Rome Independent Film Festival il 28 novembre 2020. A giugno del 2021 invece è stato programmato all'interno della rassegna "Cuore d'Aria" di Teatri di vita.
Il film è dedicato alla regista Agnès Varda.

## Trama
Il film, diviso in capitoli, racconta la storia di Ernesto, un adolescente di Roma alla ricerca di se stesso.
Capitolo primo: Anna 

Dopo 14 anni di fidanzamento, Ernesto lascia la fidanzata Anna e sogna una relazione sessuale con il suo amico Tommaso.
Capitolo secondo: Giovanna 

Mentre è al cinema con Tommaso, Ernesto cerca di baciarlo e lui se ne va via. Poi Ernesto alterna le sue giornate passandole in compagnia della madre, che gli dà lezioni di guida e gli insegna ad essere un bravo comunista, e di Tommaso, che lo porta sul lungomare e gli compra una quantità di palloncini colorati.
Capitolo terzo: Nicoletta 

Ad una manifestazione per la Giornata internazionale della donna Ernesto conosce Nicoletta, la porta a casa sua e fa sesso con lei. I due iniziano una relazione, ma nei pensieri e nella vita del ragazzo vi è sempre la presenza di Tommaso. Una sera ad una festa tra amici Ernesto conosce e balla anche con un ragazzo di nome Orazio. Visto che poi Ernesto si sente poco bene, Orazio lo porta a dormire a casa sua. Poco tempo dopo Ernesto parla a Nicoletta di Tommaso e i due si lasciano.
Capitolo quarto: Orazio 

Ernesto inizia una relazione con Orazio, ma anche questa storia è di breve durata.
Capitolo quinto: Quasi una conclusione 

Una ragazza scopre di essere incinta di Ernesto ed è disperata della cosa.
Ernesto si incontra con un travestito e gli pratica una fellatio, poi i due si appartano in una macchina per fare sesso. Dopo i due parlano un po' ed Ernesto rivela all'altro di essere stato con maschi e con femmine ma di non essere mai stato in grado di scegliere con quale genere e con quale persona andare. Il ragazzo gli dice che egli può fare quello che vuole, può amare un uomo, una donna o entrambi e che la scelta principale che deve compiere è se accettare o meno sé stessi.
Con un salto di scena apprendiamo della morte della madre di Ernesto.
In seguito la ragazza vista ad inizio capitolo informa Ernesto di aver perso il figlio che aspettava ma che la cosa non è importante, visto che avrebbe ugualmente abortito. Ernesto ha poi una visione di tutte le persone importanti della sua vita brindare e fare festa intorno ad un tavolo sopra il quale è disteso il corpo di sua madre.
Capitolo finale: Tommaso 

Ernesto si trova sul lungomare e va a guardare la parete rocciosa dove ha attaccato tutte le fotografie che ha scattato. Poi il ragazzo guarda due ragazze abbracciarsi e sorride felice, dopodiché se ne va via.

## Distribuzione
Il film è disponibile in America e Gran Bretagna su Dekkoo (un servizio streaming con contenuti LGBT+).
In Italia il film è stato distribuito in DVD dalla TLA Releasing dal 22 marzo 2021.